# Un noyé

Un noyé est un film muet français, réalisé par Louis Feuillade,, sorti en 1907.